# Helcyra takamukui
Helcyra takamukui är en fjärilsart som beskrevs av Matsumura 1919. Helcyra takamukui ingår i släktet Helcyra och familjen praktfjärilar. Inga underarter finns listade i Catalogue of Life.